# アホが見るブタのケツ・2
「アホが見るブタのケツ・2」（アホがみるブタのケツ・2）は、嘉門タツオ（旧名・嘉門達夫）のシングル。2012年3月28日に日本コロムビアから発売された。

## 解説
シングル「ユカイなモッコリ」のカップリングに収録されたものを前作のシングル収録曲を使用したテレビ東京系『ピラメキーノ』の番組スタッフの要望で26年ぶりに表題曲として収録された。当レコード会社のスタッフいわく「1978年に発売された、ちあきなおみの『矢切の渡し』が3年を経て1982年に再発売されたことはありましたが、26年ぶりというのは異例のスパン」とのこと。初回盤のみDVD付き。

## 批評
hotexpressの棚橋寛は「今聞いても“わかるわかる”とつい頷いてしまうものばかり。四半世紀近く経った今でも、色褪せることのない名曲だ」と評した。

## 収録曲

### CD
1. アホが見るブタのケツ・2
2. 新・アホが見るブタのケツ
3. アホが見るブタのケツ・2（TV SIZE）

### DVD
1. アホが見るブタのケツ・2
2. 新・アホが見るブタのケツ（一番）
3. 新・アホが見るブタのケツ（二番）